# Apocalipsis Joe
Apocalipsis Joe es un largometraje hispano-italiano dirigido por Leopoldo Savona. Fue estrenado en Italia el 4 de diciembre de 1970 y en España el 20 de septiembre de 1971. 
Es un spaghetti-western de bajo presupuesto con actores habituales del género. Único dato memorable: el infalible pistolero oculta su identidad detrás de la de un actor ambulante que se dedica a representar Hamlet.

## Argumento
Joe (Anthony Steffen), un actor dramático —y también pistolero—, vaga de pueblo en pueblo representando "Hamlet" y otras obras de Shakespeare. Hereda una mina de su tío. Cuando va a reclamar su mina, descubre que el sheriff del pueblo, Berg (Eduardo Fajardo), se ha apoderado de la mina después de haber asesinado a su tío, y trata de manera despótica a los trabajadores del lugar. Clifford emprenderá su venganza contra Berg para recuperar la mina...

## Reparto
- Anthony Steffen (Joe Clifford)
- Eduardo Fajardo (Berg)
- Mary Paz Pondal (Rita)
- Fernando Cerulli (Doc Klan)
- Veronica Korosec (Mildred)
- Giulio Baraghini (Sheriff Floyd)
- Fernando Bilbao (Bodo)
- Renato Lupi (Antonio)
- Miguel del Castillo (Primer Sheriff)
- Bruno Arie (Hombre de Berg)
- Angelo Susani (Hombre de Berg)
- Riccardo Pizzuti (Hombre de Berg)
- Gilberto Galimberti (Moe)
- Silvano Spadaccino (Al)
- Stelio Candelli (Braddox)
- Artemio Antonini (Bandido)
- Omero Capanna (Bandido)
- Flora Carosello
- Virginia García
- Ugo Adinolfi
- Sergio Sagnotti

## Títulos
- A Man Called Joe (Estados Unidos)
- A Man Called Joe Clifford (Reino Unido) (versión doblada)
- Apocalipse Joe (Portugal) (versión subtitulada original)
- Apocalipsis Joe (España) (título original)
- Apocalipsis Joe (España) (VHS, Norma Video)[2]
- Apocalipsis Joe (España) (televisión, en TVE)
- Apocalypse Joe (Estados Unidos)
- El día del juicio (España)
- Enas alla yperohos (Grecia)
- Monomahia sto asimenio farangi (Grecia) (título de video)
- Spiel dein Spiel und töte, Joe (Alemania Occidental)
- Spiel dein Spiel und töte, Joe (Austria)
- Un homme nommé Apocalypse (Francia) (versión doblada)
- Un uomo chiamato Apocalisse Joe (Italia) (título original)

## Fechas de estreno
- Italia: 4 de diciembre de 1970
- Alemania Occidental: 22 de julio de 1971
- España: 20 de septiembre de 1971
- Austria: octubre de 1971
- Francia: 31 de mayo de 1972
- Portugal: 2 de diciembre de 1974

## Clasificaciones
- Alemania Occidental: 18 años.
- Noruega: exhibición en cines prohibida entre 1972-2003.

## Críticas
Arquetípico ""spaghetti western"" que no aporta nada a la larga lista de títulos surgidos desde mediados de los años sesenta. Su única y discreta originalidad consiste en el personaje central, que no es el típico pistolero sino un actor ambulante especializado en Shakespeare (una cita al John Ford de ""Pasión de los fuertes""). Este detalle anecdótico no impide que el conjunto resulte tan catastrófico como de costumbre.
(fotogramas.es)